# Skee
Skee – wieś w Szwecji w gminie Strömstad w regionie Västra Götaland. W 2017 roku zamieszkana przez 769 osób.
Przez Skee przebiega trasa europejska E6, łącząca Kopenhagę z Oslo przez Göteborg. W miejscowości znajduje się również stacja kolejowa na linii Bohusbanan. Stację otwarto w 1903 roku.
Przez Skee przepływa rzeka Strömsån, do której w granicach miejscowości uchodzi Vättlandaån.